# Mochet

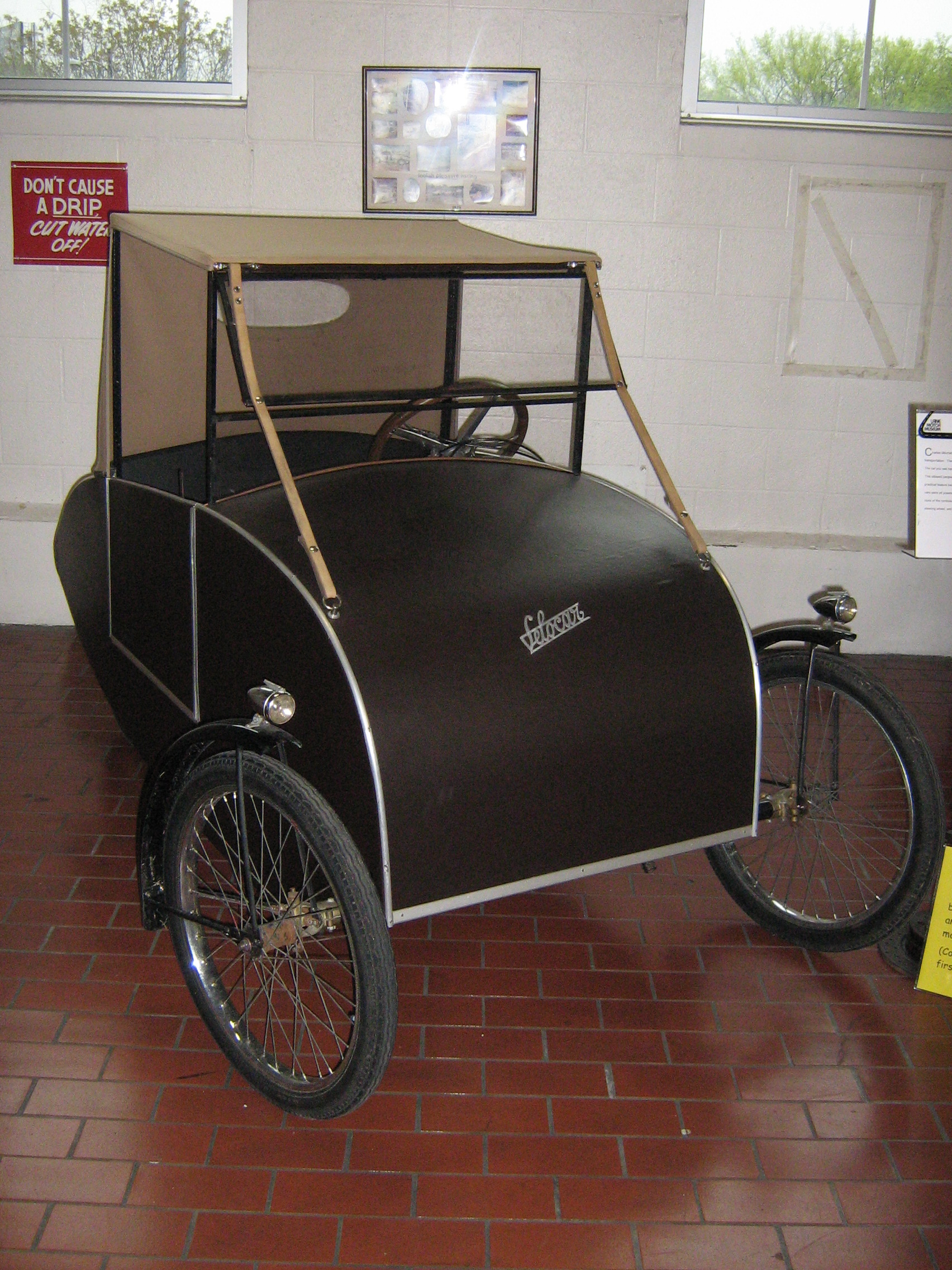
Mochet von 1945

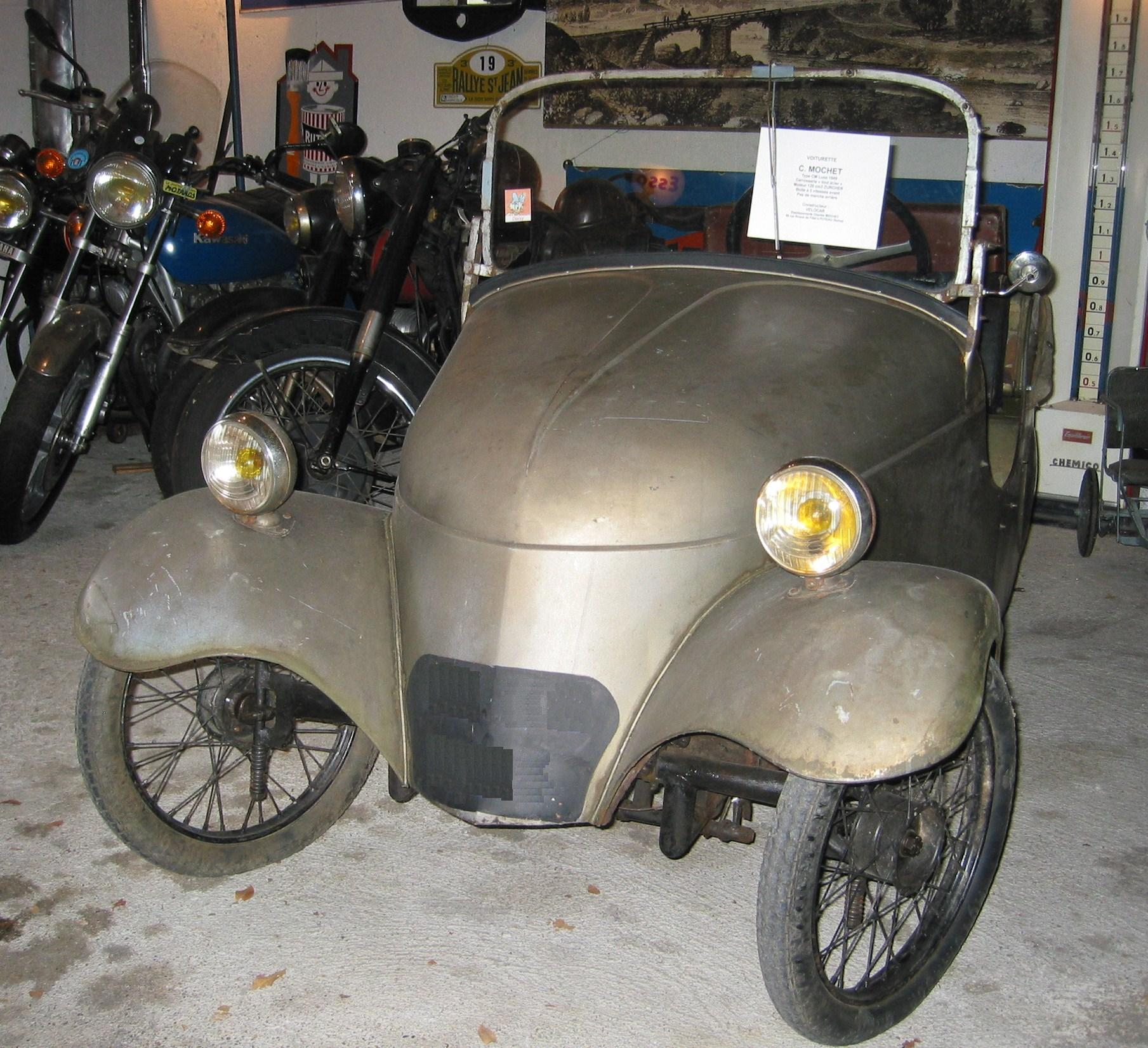
Mochet von 1949

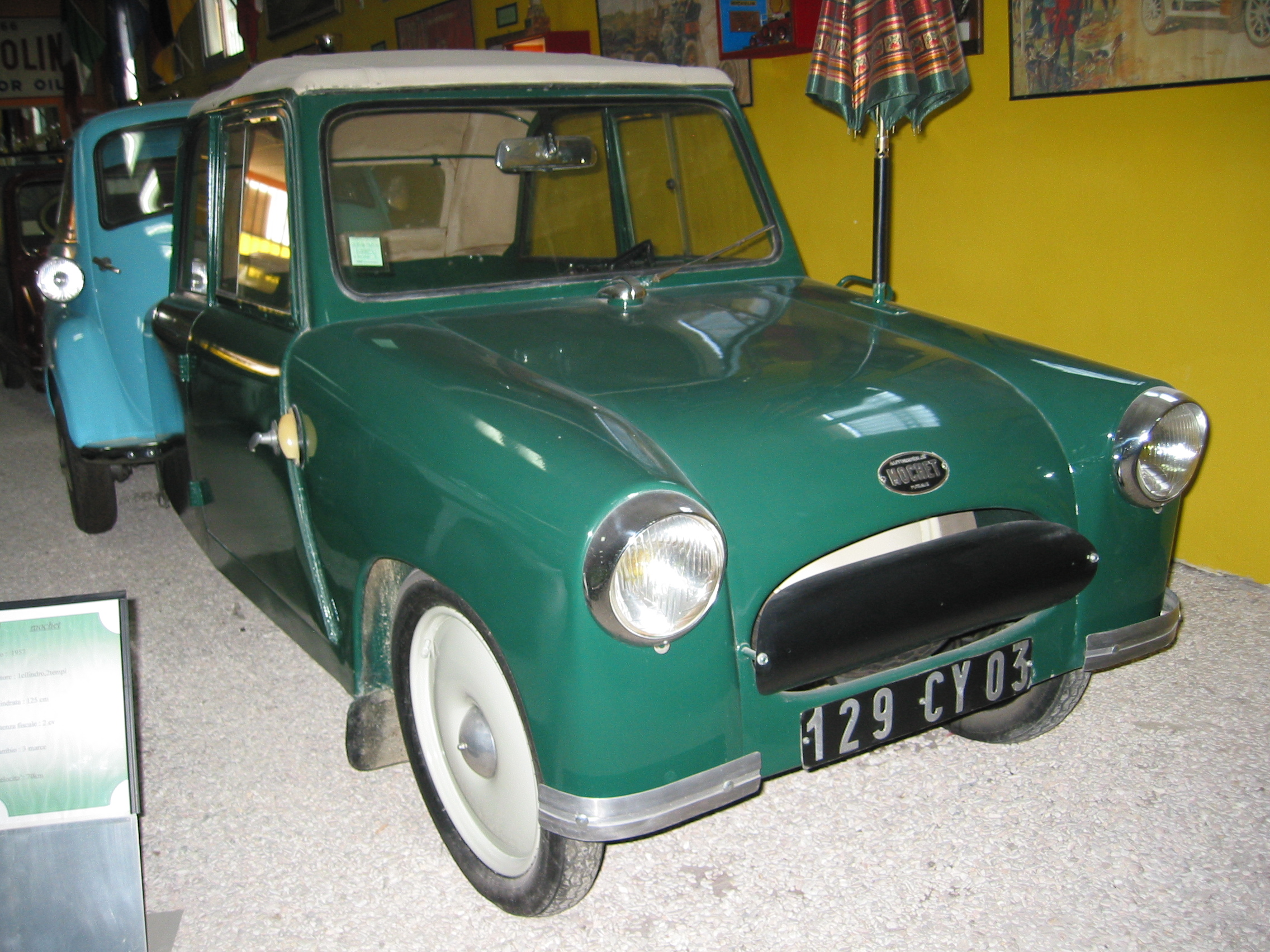
Mochet von 1957

Charles Mochet war ein französischer Hersteller von Automobilen und Fahrrädern.

## Unternehmensgeschichte
Charles Mochet gründete 1924 das Unternehmen in Puteaux und begann mit der Produktion von Automobilen und Fahrrädern. Der Markenname der Kraftfahrzeuge lautete zunächst CM. 1930 endete die Automobilproduktion zunächst. Nach dem Tod von Charles Mochet im Jahre 1934 leitete sein Sohn Georges Mochet das Unternehmen. Nach Ende des Zweiten Weltkriegs entstanden auch wieder Automobile, diesmal unter dem Markennamen Mochet. 1958 endete die Automobilproduktion. 1969 wurde das Unternehmen aufgelöst.

## Fahrzeuge

### Automobile mit dem Markennamen CM
Zwischen 1924 und 1930 stellte das Unternehmen Cyclecars her. Für den Antrieb sorgte ein Einzylinder-Zweitaktmotor mit 350 cm³ Hubraum. Der Motor war im Heck montiert und trieb über eine Kette die Hinterachse an. Das Getriebe verfügte über drei Gänge. Ab 1929 stand ein Motor mit 142 cm³ Hubraum zur Verfügung.

### Automobile mit dem Markennamen Mochet
Ab 1945 standen erneut Kleinstwagen im Sortiment. Die Einzylindermotoren von Ydral mit Hubräumen zwischen 100 und 175 cm³ waren im Heck montiert. Die angebotenen Karosserien wurden im Lauf der Zeit überarbeitet, sodass sie unter anderen mehr Wetterschutz boten.

### Motorlose Fahrzeuge
Das Unternehmen stellte Liegeräder und vierrädrige Fahrradautos her.
Fahrzeuge dieses Herstellers sind in verschiedenen Automuseen zu besichtigen.